# Elizabeth Peratrovich
Elizabeth Jean Peratrovich (Tlingit: Ḵaax̲gal.aat; geboren am 4. Juli 1911 in Petersburg, District of Alaska, als Elizabeth Jean Wanamaker; gestorben am 1. Dezember 1958 in Seattle, Washington) war eine US-amerikanische Bürgerrechtlerin, die sich für die Rechte der indigenen Völker Alaskas einsetzte.

## Leben
Elizabeth Peratrovich wurde am 4. Juli 1911 in Petersburg als Tochter einer indigenen Frau und ihres irischstämmigen Schwagers geboren und wenig später von ihren leiblichen Eltern über die Heilsarmee zur Adoption freigegeben. Daher wurde sie in Sitka im Süden Alaskas von dem presbyterianischen Pfarrer Andrew Wanamaker und seiner Frau Jean, einer Korbmacherin, großgezogen. Von Kindheit an sprach sie sowohl Englisch als auch Tlingit. Ihr Adoptivvater gehörte der Alaska Native Brotherhood an, einer frühen Bürgerrechtsorganisation der indigenen Völker Alaskas (englisch Alaskan Natives). Der heutige US-Bundesstaat Alaska war zum Zeitpunkt von Peratrovich als District of Alaska ein kaum institutionalisiertes Gebiet der Vereinigten Staaten, das 1912 in das Alaska-Territorium umgewandelt wurde und so zu einem Bundesterritorium mit begrenzter Selbstverwaltung wurde. Im Gegensatz zu euroamerikanischen Siedlern genossen dort Angehörige der indigenen Völker kaum Rechte; ähnlich wie gegenüber den Afroamerikanern in den Südstaaten der USA („Jim Crow“) existierte eine rigide Rassentrennung.
Mit zehn Jahren zog die Familie Wanamaker von Sitka nach Klawock, einem indigenen Dorf auf der Prince-of-Wales-Insel im äußersten Süden Alaskas und wurde später auf ein Internat geschickt, bevor sie an einer öffentlichen High School in Ketchikan ihren Schulabschluss machte. 1931 heiratete sie ihren Jugendfreund Roy Peratrovich (1910–1989), der Sohn einer Tlingit-Frau und eines serbischstämmigen Fischers, der sich zunächst in verschiedenen Funktionen als lokaler Anführer der Tlingit betätigte. Das Ehepaar lebte zunächst in Klawock, wo es drei Kinder großzog, bevor die junge Familie 1941 nach Juneau zog, die Hauptstadt des damaligen Alaska-Territoriums, um sich dort in der Politik zu engagieren. Noch im selben Jahr schrieb das Ehepaar in Protest gegen die Rassentrennung und die damit einhergehende Diskriminierung indigener Amerikaner in Alaska einen Protestbrief an Ernest Gruening, den damaligen Gouverneur des Territoriums. Gruening stimmte dem Ehepaar zu, dass die Rassentrennung illegitim sei und aufgehoben werden müsse, und bemühte sich, ein Antidiskriminierungsgesetz zu verabschieden, das aber 1943 in einer 8:8-Abstimmung im Repräsentantenhaus des Alaska-Territioums scheiterte.
Über die nächsten Jahren fuhr das Ehepaar Peratrovich im gemeinsamen Bürgerrechtsaktivismus eine doppelte Strategie: Zum einen versuchten sie, in der Öffentlichkeit Stimmung gegen die Diskriminierung indigener Alaskaner zu erzeugen, zum anderen bemühten sie sich, Vertreter der Alaskan Natives in das Parlament des Territoriums zu wählen. 1944 wurde Elizabeth Peratrovich zur Präsidentin der Alaska Native Sisterhood gewählt, die sich wie die Alaska Native Brotherhood für die Erlangung von Bürgerrechten für die Alaskan Native einsetzte. Kurz zuvor war ihr Ehemann bereits zum Präsidenten der Alaskan Native Brotherhood gewählt worden; auf diese Weise wurde die zentrale Rolle des Ehepaares in der Bürgerrechtsbewegung Alaskas nur noch zementiert. Anfang 1945 stimmte das Repräsentantenhaus Alaskas einer neuen Version des Bürgerrechtsgesetzes zu, dass somit nur noch die Zustimmung des Senates des Territoriums benötigte, wo es intensiv debattiert wurde. In einer Einlassung konterte sie das Argument eines Gegners unter den Senatoren, dass die indigenen Alaskaner „kaum der Wildheit entkommen“ seien, mit der rhetorischen Frage, warum sie dann auf die Nichteinhaltung grundlegender Bürgerrechte aufmerksam machen würde, die doch zum Zivlisiertsein dazugehören würden. Die Einlassung galt als mitentscheidend für die Annahme des Gesetzes im Senat, das am 16. Februar 1945 von Gouverneur Gruening als erstes Antidiskriminierungsgesetz in den Vereinigten Staaten unterzeichnet wurde. Es verbot jegliche Diskriminierung von Menschen in Alaska auf Basis der race und sicherte insbesondere den freien Zugang aller Alaskaner zu öffentlichen Institutionen zu.
1954 zogen die Peratrovichs nach Oklahoma, wo Roy Peratrovich eine Position im Bureau of Indian Affairs annahm. Als Elizabeth Peratrovuch jedoch zwei Jahre später mit Brustkrebs diagnostiziert wurde, kehrte sie nach Juneau zurück. Nachdem sich ihr Gesundheitszustand verschlechterte, zog sie in ein Pflegeheim in Seattle im Bundesstaat Washington, wo ihr Sohn Roy Jr. eine Hochschule besuchte. Peratrovich starb dort im Dezember 1958 im Alter von 47 Jahren und liegt in Juneau begraben. Nach ihrem Tod wurde Peratrovich im öffentlichen Bewusstsein von verschiedenen Seiten mystifiziert und unter anderem von den Alaskan Natives, der Frauenrechtsbewegung und liberalen wie konservativen weißen Alaskanern als Vorbild reklamiert. Der 16. Februar wird seit 1988 in Alaska als Elizabeth Peratrovich Day als öffentlicher Feiertag begangen. Heute ist eine Zuschauergalerie des Repräsentantenhauses von Alaska nach Peratrovich genannt; zudem befindet sich eine von ihrem Sohn Roy Peratrovich Jr. geschaffene Porträtbüste seiner Mutter im Alaska State Capitol. 2019 publizierte ihr Sohn gemeinsam mit der Autorin Annie Boochever unter dem Titel Fighter in Velvet Gloves eine Biografie seiner Mutter, die sich insbesondere an Jugendliche richtet. Im gleichen Jahr würdigte sie die New York Times mit einem nachträglichen Nachruf in der Reihe Overlooked No More. Ein Jahr später wurde Peratrovich von der United States Mint mit einem Abbild auf der 1-Dollar-Münze geehrt. 2023 wurde der Elizabeth Peratrovich Day am 16. Februar erstmals auch auf nationaler Ebene begangen.